# Cantamoixó
Cantamoixó és un paratge format per camps de conreu del terme municipal de Conca de Dalt, a l'antic terme de Toralla i Serradell, al Pallars Jussà, en territori que havia estat del poble de Serradell.
Està situat al sud-oest de Serradell, a la dreta del barranc de Rastanyó. És a ponent de la Casquere i a ponent de la Plantada, al sud-est de Llinars.